# Anixiopsis
Anixiopsis är ett släkte av svampar. Anixiopsis ingår i familjen Onygenaceae, ordningen Onygenales, klassen Eurotiomycetes, divisionen sporsäcksvampar och riket svampar.
|            | Chrysosporium                          |
|            |                                        |
|            | Auxarthron                             |
|            |                                        |
| Anixiopsis | \| \| Anixiopsis biplanata \| \| \| \| |
|            | \| \| Anixiopsis biplanata \| \| \| \| |
|            | Aphanoascus                            |
|            |                                        |
|            | Amauroascus                            |
|            |                                        |
|            | Nannizziopsis                          |
|            |                                        |
|            | Mallochia                              |
|            |                                        |
|            | Bifidocarpus                           |
|            |                                        |
|            | Neoarachnotheca                        |
|            |                                        |
|            | Castanedomyces                         |
|            |                                        |
|            | Chlamydosauromyces                     |
|            |                                        |
|            | Coccidioides                           |
|            |                                        |
|            | Pseudoamauroascus                      |
|            |                                        |
|            | Xanthothecium                          |
|            |                                        |
|            | Uncinocarpus                           |
|            |                                        |
|            | Renispora                              |
|            |                                        |
|            | Pectinotrichum                         |
|            |                                        |
|            | Ascocalvatia                           |
|            |                                        |
|            | Shanorella                             |
|            |                                        |
|            | Onygena                                |
|            |                                        |
|            | Brunneospora                           |
|            |                                        |
|            | Byssoonygena                           |
|            |                                        |
|            | Anixiopsis biplanata                   |
|            |                                        |

|  | Anixiopsis biplanata |
|  |                      |